# Jean-Pierre Martinet
Pour les articles homonymes, voir Martinet.
Jean-Pierre Martinet, né à Libourne (Gironde) le 12 décembre 1944 et mort dans la même ville le 18 janvier 1993, à 48 ans, est un écrivain français.
Il est l'auteur de romans et de nouvelles caractérisés par une noirceur absolue et un profond pessimisme. Écrits à la fin des Trente Glorieuses, ses romans présentent la face cachée du miracle économique, l'avachissement moral et les névroses d'un petit peuple déboussolé et désespéré par les mutations de la société.
Il admirait Henri Calet et était l'ami d'Yves Martin avec qui il partageait la passion du cinéma, Martinet ayant lui-même été assistant-réalisateur à l'ORTF avant d'abandonner le cinéma pour la littérature. Il était aussi l'ami de l'écrivain, critique et éditeur, Alfred Eibel.

## Biographie
Son père, professeur d'espagnol, meurt très tôt, laissant une veuve avec trois enfants dont deux arriérés mentaux et elle-même à la marge de la folie : elle écumait les cafés de Libourne, armée d'un pistolet en bois, en criant « Hauts les mains ». Jean-Pierre Martinet craignait lui-même les attaques de mystérieux oiseaux au bec d'acier.
Dans les années 1970, il publie des textes critiques dans le mensuel Matulu de Michel Mourlet, tout en étant assistant-réalisateur à l'ORTF ; il participe également à la revue Subjectif de Gérard Guégan.
En 1978, après la publication de son roman Jérôme, Martinet quitte son poste à l'ORTF et se réfugie à Tours où il achète un petit kiosque à journaux mais il fait faillite. Il affirme alors vouloir définitivement abandonner la littérature, mais il finira par publier deux romans en 1986 (Ceux qui n’en mènent pas large) et 1987 (L’Ombre des forêts).
Tout en continuant d'écrire, les années suivantes sont des années de déchéance lors desquelles Martinet sombre dans l'alcoolisme avant de mourir à 48 ans d'une embolie cérébrale, seul et pauvre.

Dans sa propre notice biographique, il avait noté : 

« Parti de rien, Martinet a accompli une trajectoire exemplaire : il est arrivé nulle part. »

## Postérité
Redécouvert et réédité depuis 2006, Jean-Pierre Martinet est l'objet de mémoires universitaires en France et en Suisse.

## Œuvres
- La Somnolence, 1975, Ed. Jean-Jacques Pauvert. Réédition Finitude, 2010 et 2025, préface de Julia Curiel.
- Un apostolat d'A.t'Serstevens, misère de l'utopie, éd. Alfred Eibel, 1975. Réédition Durante, 2002.
- Jérôme, 1978, Le Sagittaire. Réédition Finitude, 2008 et 2018, préface d'Alfred Eibel et postface de Raphaël Sorin.
- La grande vie, 1979, L'Arbre vengeur, 2006, préface d'Eric Dussert. Réédition l'Arbre vengeur, 2017, préface Denis Lavant, postface Éric Dussert, et 2022 dans la collection L'Ivre de caisse.
- Ceux qui n’en mènent pas large, Le Dilettante, 1986. Réédition, Le Dilettante, 2008.
- L'Ombre des forêts, 1987, La Table Ronde. Réédition L'Atteinte[7], 2023[8], postface d'Eric Dussert.
- Nuits bleues, calmes bières ; suivi de l'Orage, Finitude, 2006 ; L'Arbre vengeur, 2025.
- Nouvelle inédite in Capharnaüm no 1 Eté, Finitude, 2010.
- Le Peuple des miroirs, 2010, France Univers, textes critiques publiés dans Matulu, rassemblés et présentés par Julia Curiel.
- Sans illusions, Correspondance avec Alfred Eibel, in Capharnaüm n°2, Finitude 2011.

### Traduction
- Jack London, L'Appel de la forêt, Signe de piste, 1991. Réédition Finitude, 2018.